# Portada/efemèride gener 6
Rowan Atkinson
« 5 de gener · 6 de gener · 7 de gener »